# طاهر محمد باشا جنكل أوغلي
طاهر محمد باشا جنكل أوغلي (بالتركية: Çengeloğlu Tahir Mehmed Paşa)‏ هو سياسي عثماني، تولى منصب قبطان باشا البحرية العثمانية.

## مناصبه
تولى المناصب التالية:
- قبطان باشا (29 مارس 1841–16 فبراير 1843)
- قبطان باشا (16 نوفمبر 1832–10 نوفمبر 1836)
- مشير المدفعية  [لغات أخرى]‏ (1836–1837)
- والي البوسنة (1847–1850)

## أنظر أيضا
- قائمة قباطين البحر العثمانيين.